# Blauer Enzian (Zug)
Blauer Enzian ist der Name eines Zuges der Deutschen Bundesbahn, der bis 1965 als Fernschnellzug, danach bis 1971 als TEE zwischen Hamburg und München verkehrte. Nachdem der Zugname zwischenzeitlich entfallen war, verkehrt der heutige EC 112/113 inzwischen auch wieder mit dem traditionellen Namen als EuroCity zwischen Frankfurt und Klagenfurt.

## F-Zug

### Erste Garnituren

#### Entstehung
Mit dem 1951 geschaffenen neuen Fernzugnetz wollte die junge Bundesbahn auch in der Relation München – Hamburg auf der Nord-Süd-Strecke und dem kurzen Weg über Würzburg und Treuchtlingen einen Premiumzug einsetzen, der nur mit den beiden damaligen Polsterklassen ausgestattet war. Im Sommerfahrplan war dieser Zug als FT 55/56 verzeichnet. Doch mangelte es an geeigneten freien Triebwagen, so dass der Zug – mit angepassten Fahrzeiten und Zugnummern (F 55/56) – als „leichter Dampfzug“ und Fernschnellzug gefahren wurde. Auch im Winterfahrplan 1951/52 war ein lokbespannter F-Zug unter der gleichen Nummer verzeichnet. Mit hoher Wahrscheinlichkeit fuhr der Zug in diesem Fahrplanabschnitt nicht. Nachweisbar ist ein Zugeinsatz ab Sommerfahrplan 1952.

#### Fahrzeuge
Bis 1953 bestand der Zug aus Vorkriegswagen aller Verwendungsgruppen. Hier lief einer der Prototypwagen für die spätere Serie der UIC-X-Wagen der DB, der aber nur 22,5 Meter in der Länge maß und noch über Faltenbälge verfügte.

### Henschel-Wegmann-Zug

#### Wagen
Ab Sommerfahrplan 1953 wurde der Zug durch die eingesetzten Wagen aus den Fernschnellzügen herausgehoben: Die Garnitur des früheren Henschel-Wegmann-Zuges, die einen Aussichts-Schlusswagen nach US-Vorbild führte (Kanzelwagen), wurde speziell für diesen Einsatz aufgearbeitet. Wegen Problemen beim Umbau der Zuggarnitur, die ursprünglich aus Wagen mit Abteilen zweiter und dritter Klasse bestand, entschied die DB, den Zug generell auf die (damalige) zweite Wagenklasse umzurüsten.
Wegen des langen Laufwegs reichte eine Wagengarnitur für den Umlauf nicht aus. Es wurde eine zweite Wagengarnitur hergerichtet, der so genannte Henschel-Wegmann-Gegenzug. Dieser bestand aus sehr unterschiedlichen Wagen:

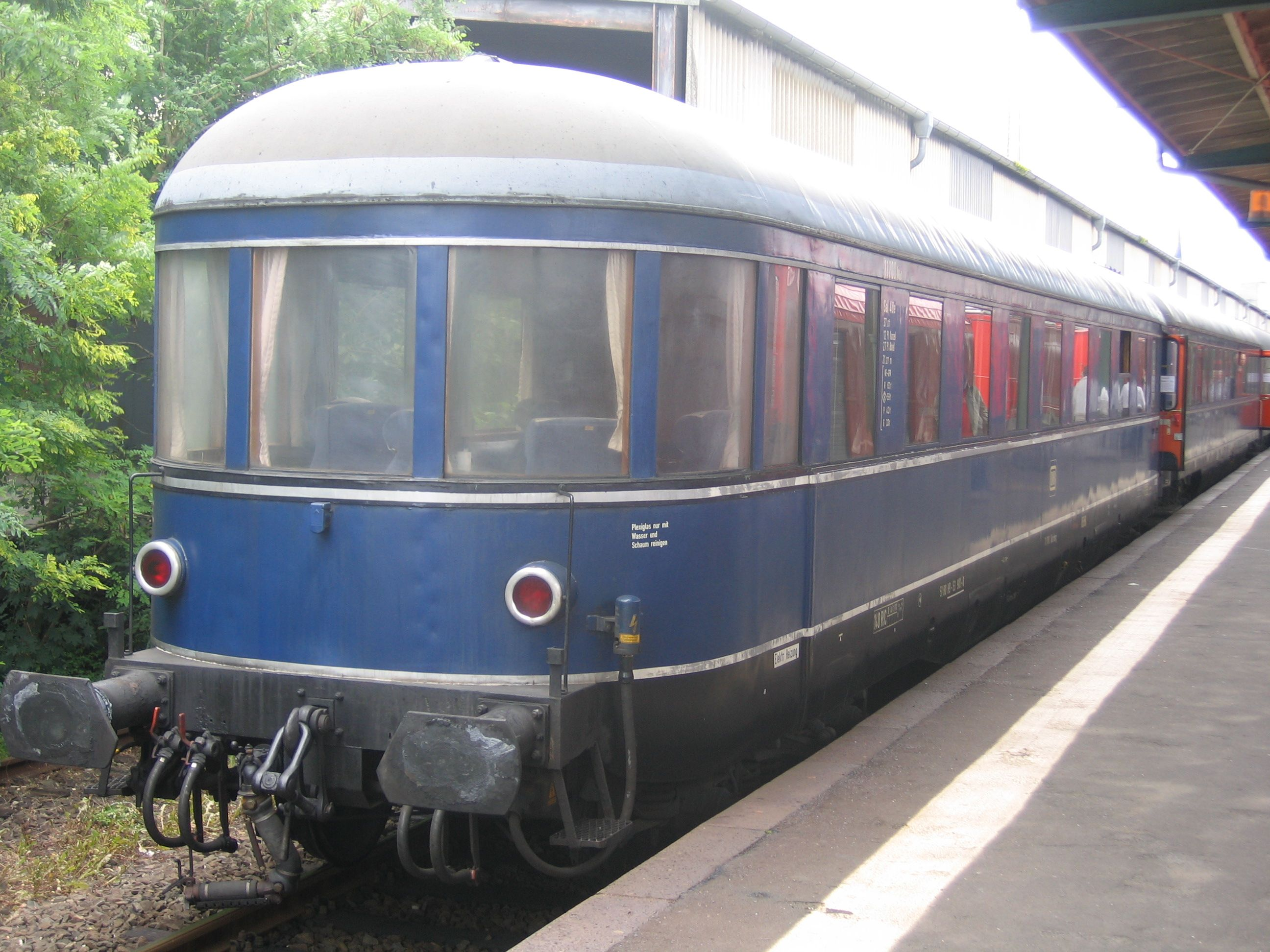
Kanzelwagen des Henschel-Wegmann-Gegenzugs

1. dem ehemaligen Salonwagen des Reichspressesprechers Otto Dietrich in Schürzenwagenbauart (ehemals 10 251)[6][7]
2. einem Schnellzugwagen der Verwendungsgruppe 29,
3. einem Schnellzugwagen der Verwendungsgruppe 35,
4. einem Speisewagen WR4ü-28, meist der DSG WR 1230 aus dem Rheingold 1928,
5. einem Schnellzugwagen dritter Klasse der Verwendungsgruppe 39 (Schürzenwagen), der zu einem dem Henschel-Wegmann-Zug vergleichbaren Schlusswagen mit abgerundeter Glaskanzel umgebaut wurde.[8]

Diese neu zusammengestellte Garnitur wurde zum Sommerfahrplan 1957 ausgemustert und deren Umlauf, der nun ausschließlich die (neue) erste Klasse führte, auf die üblichen UIC-Wagen des Typs A4üm-54 (Am 202) umgestellt, wobei der Altbauspeisewagen zunächst in diesem Zug weiterlief. Der Henschel-Wegmann-Zug konnte sich im Umlauf dagegen bis 1959 halten.

#### Bespannung
Im Jahr 1952 zog eine im Bahnbetriebswerk München Hbf beheimatete E 18 den Zug bis Treuchtlingen, hier übernahm eine Würzburger Baureihe 01 bis Fulda. Ab Fulda wurde eine Baureihe 01.10 aus dem Bw Bebra (in Bebra selbst hielt der Zug nicht) bis Hannover und von dort eine Baureihe 03 aus dem Bahnbetriebswerk Hamburg-Altona bis Hamburg eingesetzt.
Die bisherige Dampfbespannung nördlich von Würzburg wich der Dieseltraktion mit Lokomotiven der neuen Baureihe V 2000 (220). Südlich von Würzburg waren bis zur Anlieferung der neuen E-Loks der Baureihe E 10 (110) Altbauloks der Reihen E 17 und E 18 vor den Zügen zu sehen.
Als zum Sommerfahrplan 1963 zwischen Würzburg und Hannover elektrisch gefahren werden konnte, kamen hier E-Loks der Baureihe E10.12 des Bw Nürnberg zum Einsatz. Die V200 verblieb auf den nicht elektrifizierten Teilstrecken Hamburg-Hannover und Würzburg-Treuchtlingen. Als im Sommer 1965 auch diese Abschnitte elektrifiziert waren, übernahmen neu im Bw Hamburg-Eidelstedt beheimatete E10 den Zug auf dem gesamten Laufweg.

#### Musealer Erhalt
Der Kanzelwagen sowie zwei erhaltene Schnellzugwagen der zweiten Garnitur gehört heute zum Bestand des Verkehrsmuseums Nürnberg und steht in dessen Außenstelle in Koblenz-Lützel.

### Name
Der Name „Blauer Enzian“, den die Verbindung seit Sommerfahrplan 1952 trug, war das Ergebnis eines Preisausschreibens, das die DB unter ihren Fahrgästen 1951 veranstaltete. Insgesamt wurden so für neun F-Zug-Paare Namen vergeben. Für den F 55/56 kristallisierte sich der Name „Blauer Enzian“ als Gewinner heraus. Enzian ist wie das Edelweiß – namensgebend für den Edelweiss-Express – eine Alpenblume und Heilpflanze. In Europa wachsen etwa 35 Enzian-Arten vorwiegend in den Alpen. Möglicherweise wegen ihrer im Pflanzenreich seltenen reinblauen und leuchtenden Blütenfarbe, wurden und werden sie als Symbol für die Treue betrachtet und werden so in Gedichten und Liedern erwähnt. Streckenführung und Farbgebung des Zugs können die Assoziation erklären.

## TEE

Laufweg des „Blauen Enzian“ 1970 (rot), 1979 (blau) und 1991 (grün)

Die E-Lok-Bespannung dehnte sich mit fortschreitender Elektrifizierung immer weiter nach Norden aus. 1963 war sie bis Hannover möglich, 1965 erreichte sie Hamburg. Gleichzeitig wurde der Blaue Enzian zum TEE umgestuft und die Wagen entsprechend umgestellt. Der Zug bestand nun aus zwei Abteilwagen der Bauart A4vüm-65 (Avmz 111), zwei Großraumwagen A4püm (Apmz 121) einem Speisewagen der Bauart WRmz 132 und einem Barwagen ARDmz 105. Im Herbst des gleichen Jahres wurden die neuen Probemaschinen der Baureihe E 03 (103) zwischen Nürnberg, das jetzt auf dem Laufweg des TEE 55/56 lag, und Hamburg bespannt. Der TEE war 1966 mit einer durchschnittlichen Reisegeschwindigkeit von 106 km/h der schnellste Zug der DB. Im Jahr 1967 wurde die Zugnummer in 554/55 geändert.
Der Barwagen entfiel schon 1969. Die DB plante, den Blauen Einzian mit dem von München nach Mailand verkehrenden TEE Mediolanum zu verknüpfen. Das scheiterte aber an der Italienischen Eisenbahn (FS) und den Österreichischen Bundesbahnen (ÖBB). Dafür wurde der Blaue Enzian von München über Salzburg, Bischofshofen, Schwarzach-St. Veit, Badgastein und Villach nach Klagenfurt verlängert. Zwischen München und Salzburg fuhr der Zug als F 54/55, bei den ÖBB als Ex 549/550. Im Winterfahrplan wurde von München über Kufstein und Wörgl (dort hatte er längeren Aufenthalt und wechselte die Fahrtrichtung) und weitere Tiroler Orte, z. B. Kitzbühel, bis Zell am See gefahren.
Im Sommer 1970, als der Zug nun mit Serienlokomotiven der Baureihe 103 bespannt wurde, änderte sich die Zugnummer in TEE 80/81. In Rosenheim wurde der Zug geteilt. Ein Teil fuhr über Salzburg nach Klagenfurt, der andere über Kufstein und Wörgl weiter nach Zell am See, letzterer durch einen ÖBB-Wagen verstärkt. Da der Speisewagen im Klagenfurter Zugteil verblieb, versorgte eine Minibar die Reisenden in den Zeller Kurswagen. Im Winterfahrplan wurde die Verlängerungen über München hinaus nur an bestimmten Tagen angeboten. Im Sommer gab es die Zugteile nach Klagenfurt und Zell täglich. Im Zeller Teil war nun wieder ein Barwagen ARDmz eingereiht. Der Zug war mit Zugpostfunk (Zugtelefon) ausgestattet und hatte bis 1969 die Rufnummern 211 6925 und 211 6926 – je nach Fahrtrichtung –, die dann auf die einheitliche Nummer 211 6913 umgestellt wurden.
Mit dem Beginn des Winterfahrplanes 1971/72 wurde der TEE Blauer Enzian in das neue InterCity-Netz der DB integriert, nun als TEE 90/91 bezeichnet. 1975 wurde der Zugteil nach Zell am See aufgegeben.

## InterCity-/EuroCity-Einsatz
Mit dem Beginn des InterCity-Netzes IC ’79 wurde der Blaue Enzian in einen Intercity mit den Zugnummern 120/121 umgewandelt und führte nun auch die zweite Wagenklasse. Der Laufweg wurde auf Braunschweig – Hannover – Köln – Frankfurt – München im Zuge der IC-Linie 2 geändert. Die Weiterführung nach Klagenfurt wurde beibehalten. 1981 wurde der Laufweg auf Dortmund–Klagenfurt verkürzt, 1986 die Zugnummer in IC 20/21 geändert.
Mit dem Start des EuroCity-Systems 1987 wurde der Blaue Enzian als EC 20/21 gefahren, mit Kurswagen nach Ljubljana. In den 1990er Jahren gab es zwei EC-Züge zwischen Dortmund und Klagenfurt. Als EC 114/115 fuhr nunmehr der Blaue Enzian, der ehemalige Schnellzug (D) „Wörthersee“ als EC 112/113. In der Folge waren bei beiden Zügen zwischenzeitlich die Namen entfallen.

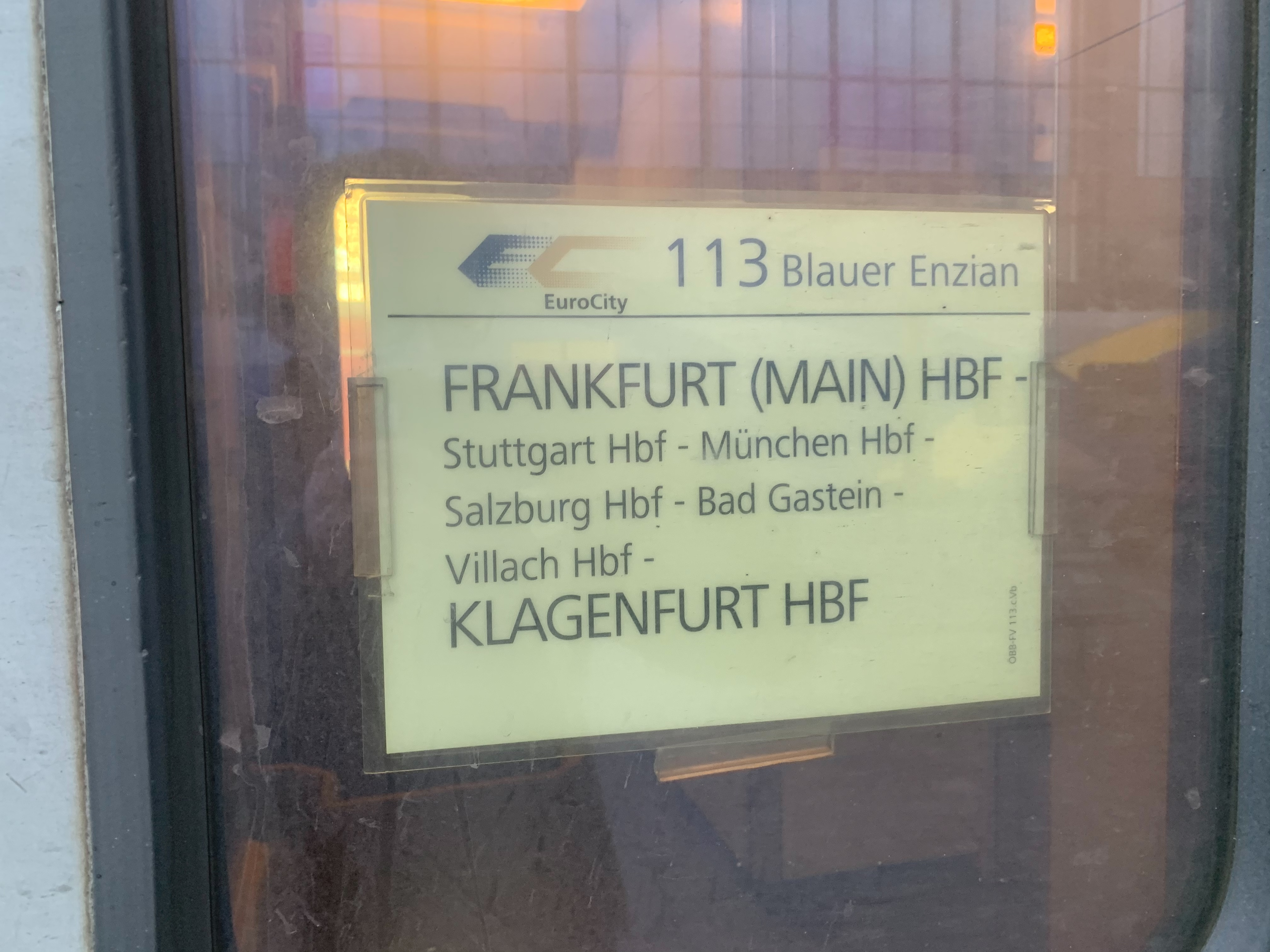
Zuglaufschild des Blauen Enzians(2021)

Zum Fahrplanjahr 2018 erhielt das Zugpaar EC 112/113 den Namen Blauer Enzian und verkehrte zwischen Frankfurt und Klagenfurt als ÖBB-Garnitur mit Kurswagen von und nach Zagreb. Zum Fahrplanjahr 2024 entfielen die Kurswagen sowie der Speisewagen.
Der „Wörthersee“ ist seit 2003 als EC 114/115 zwischen Dortmund bzw. Münster und Klagenfurt meist mit DB-IC-Wagen und einer DB-Lok der Baureihe 101 zwischen Österreich und Dortmund/Münster bespannt unterwegs gewesen, bis zum Fahrplanwechsel im Dezember 2023 das Zugpaar bei Beibehaltung von Namen und Fahrplanlage auf siebenteilige ICE 4 umgestellt wurde (Zuggattung nunmehr ICE). Seit dem 16. Juli 2024 gibt es wieder das Zugpaar EC 114/115, jedoch nur zwischen München und Klagenfurt. Dieses wird mit ÖBB-Garnituren gefahren.